# Pharta nigra
Pharta nigra (Tang, Griswold & Peng, 2009) è un ragno appartenente alla famiglia Thomisidae.

## Etimologia
Il nome proprio proviene dall'aggettivo latino niger, -gra, -grum, cioè nero, e si riferisce alla cospicua marcatura nerastra presente sul cefalotorace e sul dorso dell'opistosoma

## Caratteristiche
L'olotipo femminile rinvenuto ha lunghezza totale è di 3,88 mm; la lunghezza del cefalotorace è di 1,80 mm e la sua larghezza è di 1,66 mm

## Distribuzione
La specie è stata reperita in Birmania, nella divisione di Mandalay, all'interno della foresta decidua del Mount Popa Wildlife Reservation

## Tassonomia
Al 2014 non sono note sottospecie e dal 2014 non sono stati esaminati nuovi esemplari.